# Залик, Конрад Мейер
Конрад Мейер Залик (англ. Conrad Meyer Zulick; 3 июня 1839, Истон, штат Пенсильвания — 2 марта 1926, Асбери-Парк, Монмут, Нью-Джерси, США) — американский юрист и политический деятель, член Демократической партии, седьмой губернатор штата Аризона с 1885 по 1889 год.
Конрад Мейер Залик родился в семье немецкого иммигранта Энтони Залика и жительницы Пенсильвании Джейн Мортон Каминг. Залик в конце 1850-х годов присоединился к Демократической партии в конце 1850-х годов. Переехал в Аризону в начале 1880-х годов, и он вступил в должность губернатора штата Аризона 2 ноября 1885 года.
После окончания срока губернаторских полномочий Залик переехала на ферму недалеко от Феникса. Он выращивал инжир, виноград и апельсины. Умер в Асбери-Парк, Нью-Джерси в 1926 году, и был похоронен на кладбище Истон.